# Rogolo
Rogolo (Rùgul in dialetto valtellinese) è un comune italiano di 567 abitanti della provincia di Sondrio in Lombardia, dal cui capoluogo dista circa 32 chilometri ad ovest. Il territorio comunale, come per tutta la provincia sondriese, appartiene alla diocesi di Como.

## Geografia fisica

### Territorio
Rogolo si trova nella bassa Valtellina. Il territorio del comune si sviluppa parzialmente nel fondovalle per poi risalire tutto il versante della montagna passando dai 205 ai 2.495 metri sul livello del mare, infatti l'escursione altimetrica complessiva del territorio comunale risulta essere di 2.290 metri.

### Clima
Il clima del centro abitato nel fondovalle, è alpino, con inverni molto freddi. A causa della situazione geografica in inverno, dalla metà di novembre alla metà di febbraio circa, il sole non raggiunge il paese e questo fa sì che anche una piccola nevicata o le solite brinate rimangano al suolo fino a febbraio.
In estate però il clima è caldo e la temperatura arriva fino ai 30 °C. L'autunno è caratterizzato da venti monsoni e un clima fresco che però diventa freddo verso l'inizio dell'inverno. La primavera si fa sentire solo a metà marzo e per le case ai piedi del monte è in questo periodo che si ricomincia a "vedere" il sole.

## Storia
Il comune fu creato dai Grigioni nel 1616 per distacco da Andalo Valtellino. 

### Simboli
Lo stemma e il gonfalone sono stati concessi con D.P.R. n. 3504 del 17 maggio 1986.
Il gonfalone è un drappo trinciato di azzurro e di bianco.

## Società

### Evoluzione demografica
Abitanti censiti

## Amministrazione
| Periodo | Periodo   | Primo cittadino | Partito                           | Carica  | Note  |
| ------- | --------- | --------------- | --------------------------------- | ------- | ----- |
| 1990    | 1995      | Bruno Maiorana  | Alleanza Democratica              | Sindaco | [ 6 ] |
| 1995    | 1999      | Franco Ferré    | Alleanza Democratica              | Sindaco | [ 6 ] |
| 1999    | 2004      | Matteo Dell'Oca | Lista civica                      | Sindaco | [ 6 ] |
| 2004    | 2009      | Matteo Dell'Oca | Lista civica                      | Sindaco | [ 6 ] |
| 2009    | 2014      | Matteo Ferré    | Lista civica Alleanza Democratica | Sindaco | [ 6 ] |
| 2014    | 2019      | Matteo Ferré    | Lista civica SiAmo Rogolo         | Sindaco | [ 6 ] |
| 2019    | 2024      | Matteo Ferré    | Lista civica SiAmo Rogolo         | Sindaco | [ 6 ] |
| 2024    | in carica | Roberta Dugoni  | Lista civica SiAmo Rogolo         | Sindaco | [ 6 ] |